# Shamanisme
Shamanisme er en ældgammel spirituel praksis, der især udøves som sjælerejser og har eksisteret over hele verden siden forhistorisk tid. Shamanismen er kendetegnet ved at have et udpræget fokus på naturen, og den kan betragtes som en naturspiritualitet.
Shamanisme er en spirituel praksis, der kræver praktisk erfaring, og ikke en intellektuel erkendelse, man kan opnå gennem akademiske analyser og diskussioner.

## Hovedtræk
Shamanisme har været praktiseret fra Grønland til Sydafrika, fra Amerika til Australien. Det vigtigste element i den shamanistiske praksis er sjælerejsen, der også er central i mange andre kulturers skikke, sange, mytologi osv. Ifølge Mircea Eliade er
"En shaman et menneske, som sammen med sin åndehjælper tager på en sjælerejse til den anden verden (åndeverdenen) for at bringe hjælp og/eller kraft med tilbage til denne verden til gavn for alle/samfundet."
Shamanisme er veldokumenteret i mange stammekulturer og er et spirituelt kompleks, som i forskellige former har eksisteret i store dele af verden. Den har overlevet i afsides dele af Nordamerika, Nordeuropa (hos samerne frem til slutningen af 1700-tallet), Afrika, Nord- og Centralasien, men kendes også fra flere store statsreligioner som den kinesiske statsreligion omkring 500 f.Kr, som havde rødder langt tilbage i tidligere dynastier. 
Shamanisme er en mangfoldig praksis, der varierer fra kultur til kultur og kan omfatte forskellige ritualer, symboler, myter og praksisser afhængigt af det specifikke samfund eller den etniske gruppe.

## I moderne tid
I dag eksisterer traditionel shamanisme stadig i visse samfund rundt om i verden som i Afrika, Nord- og Sydamerika, Sibirien, Mongoliet og Arktis. Der er også en stigende interesse for shamanisme blandt folk i moderne samfund, der søger åndelig forbindelse og helbredelse. Shamanismen er således igen blevet udbredt i den vestlige verden fra sidste del af det 20. århundrede århundrede.. En af ophavsmændene til den udbredelse var den rumænsk-amerikanske religionsforsker Mircea Eliade, der i 1951 udgav bogen Le Chamanisme et les techniques archaïques de l'extase .
Den moderne shamanisme er en nyere tilgang til shamanistiske praksisser, der ofte inkorporerer elementer fra traditionelle shamanistiske traditioner sammen med moderne spirituelle ideer og metoder. Denne tilgang til shamanisme opstod som et svar på det moderne samfunds behov for åndelig forbindelse, helbredelse og personlig vækst. Shamanisme er dog i sin kerne en ældgammel praksis, som i modsætning til visse fejlopfattelser ikke er det samme som New Age, der er en moderne spirituel bevægelse defineret ved en astrologisk tro på vandmandens tidsalder.

## Shamanisme i Norden og på Grønland
Shamanisme har haft en vigtig indflydelse i Norden, hvor den har været til stede i mange former og udtryk. Shamanismen findes stadig som oprindelig praksis i Norden, idet den er en del af samernes kultur. Et eksempel er således den samiske noaide, som er en shaman.  Samisk shamanisme, også kendt som noaidi, har været en central del af den samiske kultur og åndelige praksis i århundreder. Samisk shamanisme er fortsat en levende tradition i visse samiske samfund, selvom den er blevet påvirket af kolonialisme, kristendom og modernisering. Mange samiske kulturarbejdere arbejder i dag aktivt for at bevare og genoplive traditionelle shamanistiske praksisser og viden.
Den gamle nordiske religion var dog ikke shamanisme, men en hedensk religion baseret på tilbedelse af guder. I de traditionelle nordiske samfund fandtes desuden sejd, som på nogle punktet var beslægtet med shamanisme. Selvom sejd og shamanisme har visse ligheder, er der ifølge Jens Peter Schjødt imidlertid også væsentlige forskelle på de to former for praksis. Det er derfor misvisende at betragte sejd som nordisk shamanisme. Til gengæld fandtes der sandsynligvis andre former for shamanistiske praksisser i det tidlige Norden.
I det moderne Skandinavien har shamanisme generelt fået øget opmærksomhed som en del af en bredere bevægelse for at genopdage gamle former for spiritualitet. I Norge har shamanismen i særdeleshed fået en voksende udbredelse, og "Sjamanistisk forbund i Tromsø" er godkendt som trossamfund. . Der er også en stærkt stigende interesse for shamanisme i Danmark, Sverige, Island og Finland.
Shamanisme spiller en vigtig rolle i Grønlands kultur og historie. I Grønland er shamanisme en traditionel åndelig praksis, der har eksisteret blandt inuitfolket i århundreder. Shamanismen i Grønland er dybt forankret i en respekt for naturen og det naturlige miljø. Mange ritualer og ceremonier er knyttet til naturens cyklusser og årstider, og shamanerne fungerer som vogtere af miljøet og dets ressourcer.
Shamanisme i Grønland involverer troen på, at shamaner eller angakkuit (som de kaldes på grønlandsk) har evnen til at kommunikere med åndeverdenen. Angakkuit udfører ritualer og ceremonier med det formål at helbrede sygdomme, forudsige fremtiden, løse konflikter, og beskytte deres samfund. I dag fortsætter shamanistiske traditioner i Grønland med at være en integreret del af mange inuit-samfund, selvom de er blevet påvirket af kristendommen og modernitetens indflydelse.

## Shamanisme i andre dele af verden

### Afrika
Shamanisme i Afrika er en mangfoldig og kompleks praksis, der varierer betydeligt fra kultur til kultur på det store kontinent. Afrikanske religiøse praksisser involverer typisk kontakt med ånder, forfædre og andre ikke-materielle væsener gennem ritualer, sang, dans og i nogle tilfælde brug af trance eller ekstatiske tilstande. Dette kan sammenlignes med visse aspekter af shamanistiske praksisser andre steder i verden.
I Afrika har hver etnisk gruppe eller stamme typisk sine egne traditioner, så der er ikke én enkelt form for shamanisme, der kan repræsentere hele kontinentet. For eksempel findes der blandt Masai i Østafrika traditionelle healere, der fungerer som formidlere mellem mennesker og åndelige riger, og de spiller en vigtig rolle i samfundet.

### Asien
Shamanisme i Asien er lige så mangfoldig som kontinentets kulturer og regioner. Det er en spirituel praksis med rødder langt tilbage i historien, og som stadig praktiseres i forskellige former i dag.
Det er vigtigt at huske, at shamanisme i Asien ikke er en homogen praksis, og den tager mange former afhængigt af kulturelle, historiske og geografiske faktorer. Disse praksisser er ofte dybt forankret i lokalsamfundene og spiller en vigtig rolle i deres liv og tro.

### Sydamerika
Shamanisme i Sydamerika er en del af mange oprindelige kulturer og religioner på tværs af kontinentet. Nogle regioner, især omkring grænsen mellem Andesbjergene og Amazonas, viser tegn på en hybridiseret form for shamanisme, der kombinerer elementer fra begge regioner. Dette afspejler kulturel udveksling og samspil mellem forskellige oprindelige grupper.
Shamanisme i Sydamerika er en levende og dynamisk praksis, der er dybt forankret i kulturelle, økologiske og åndelige sammenhænge. Det er vigtigt at respektere og forstå disse praksisser inden for deres kulturelle kontekst på tværs af kontinentet.

### Nordamerika
I Nordamerika har urbefolkningerne en rig og varieret tradition for shamanistisk praksis, selvom begrebet "shamanisme" ikke altid bruges af de indfødte selv. Selvom praksissen kan variere fra stamme til stamme, har shamanistiske elementer som kontakt med den åndelige verden, helbredelse og åndelig vejledning været en vigtig del af urfolks traditioner i Nordamerika.

### Australien
I Australien har urbefolkningen en lang og rig spirituel tradition, som deler visse ligheder med shamanistiske traditioner andre steder i verden. Aboriginernes spiritualitet er dybt forankret i deres kultur og historie og spiller en central rolle i deres identitet og samfund.

## Betydning
Shamanisme har haft en dybtgående betydning for menneskelig kultur, historie og udvikling på tværs af kontinenter og gennem årtusinder. Shamanisme har herunder haft en betydelig indflydelse på udviklingen af andre spirituelle og religiøse traditioner over tid over hele verden. Mange kulturer har udviklet deres religiøse eller spirituelle overbevisninger og praksisser på baggrund af shamanistiske ideer og erfaringer. Disse overbevisninger inkluderer troen på ånder, forfædre, guddomme og åndelige væsener, såvel som praksisser som sjælerejser, helbredelse og ritualer.

## Andre synsvinkler
Da shamanisme er verdensomspændende, er der flere synspunkter om den, og nogle mener, shamanismen snarere er en religion eller en form for alternativ behandling end en spirituel tilgang.

## Eksterne referencer
- Shamanisme Arkiveret 10. december 2004 hos  Wayback Machine